# 李明哲
李 明哲（リ・ミョンチョル、朝鮮語: 리명철）は、朝鮮民主主義人民共和国の政治家。天道教青友党中央委員会委員長、檀君民族協議会副会長、最高人民会議常任委員会委員。

## 経歴
出生地や生年月日は不明。2001年に天道教青友党中央委員会責任部員に就任。2009年3月9日に実施された最高人民会議第12期代議員選挙で代議員に選出され、2014年に実施された最高人民会議第13期代議員選挙で再選。
2019年2月25日に開催された祖国統一民主主義戦線中央委員会の会議に天道教青友党中央委員会副委員長として参加した。3月10日に実施された最高人民会議第14期代議員選挙で再選し、4月11日に開催された最高人民会議第14期第1回会議で最高人民会議常任委員会委員に選出された。
2021年1月5日に開催された朝鮮労働党第8次大会に天道教青友党中央委員会委員長として招待されたことから、委員長に昇進していたことが判明した。